# Mohamed Ali Khojastehpour
Mohammad Ali Khojastehpour (in persiano محمدعلی خجسته‌پور‎; Teheran, 1º luglio 1931 – 2007) è stato un lottatore iraniano, specializzato nella lotta libera.

## Palmarès

### Olimpiadi
- 1 medaglia:
  - 1 argento (Melbourne 1956 nei 52 kg)